# Michaelskapelle (Ulrichsberg)

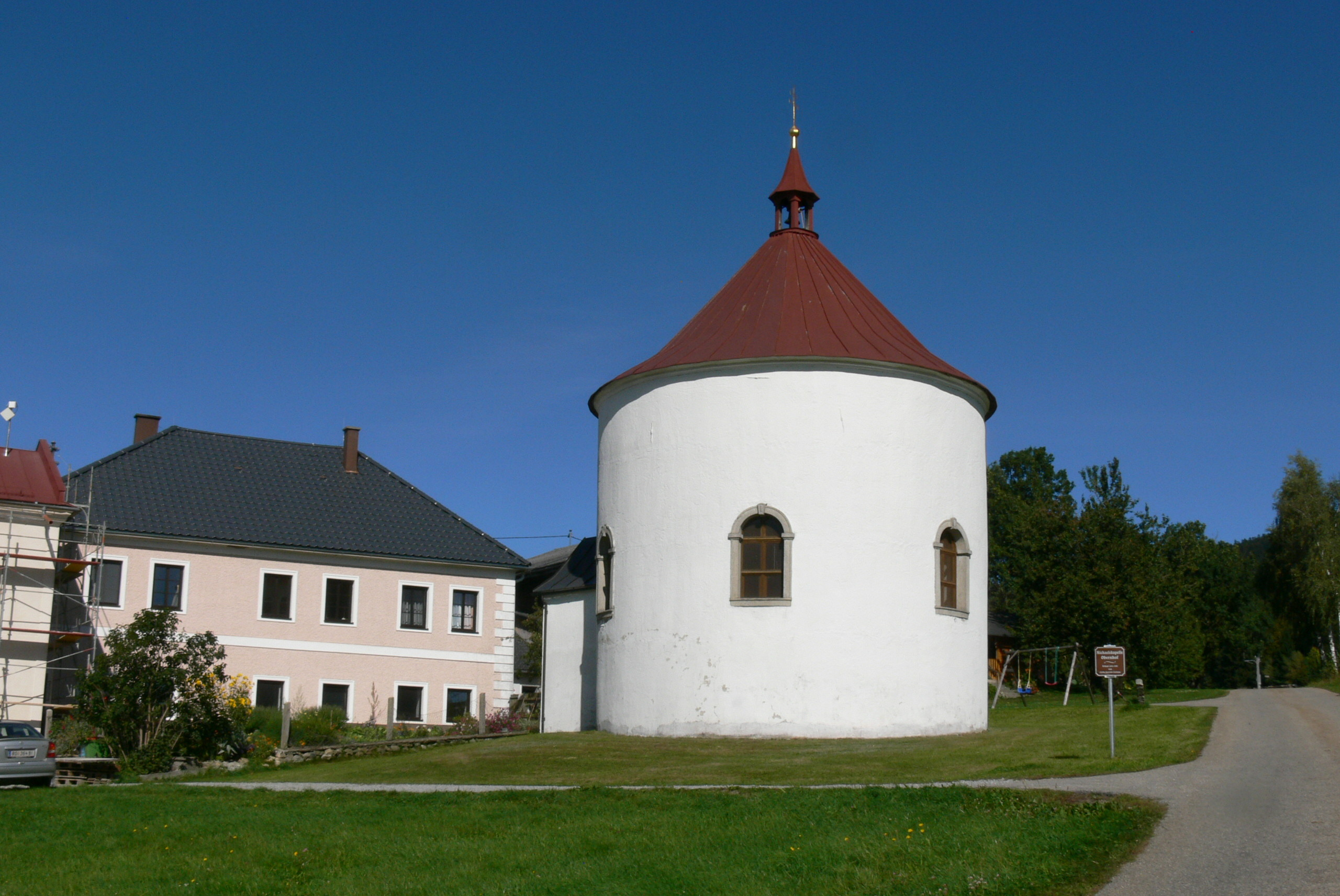
Katholische Michaelskapelle in Ulrichsberg

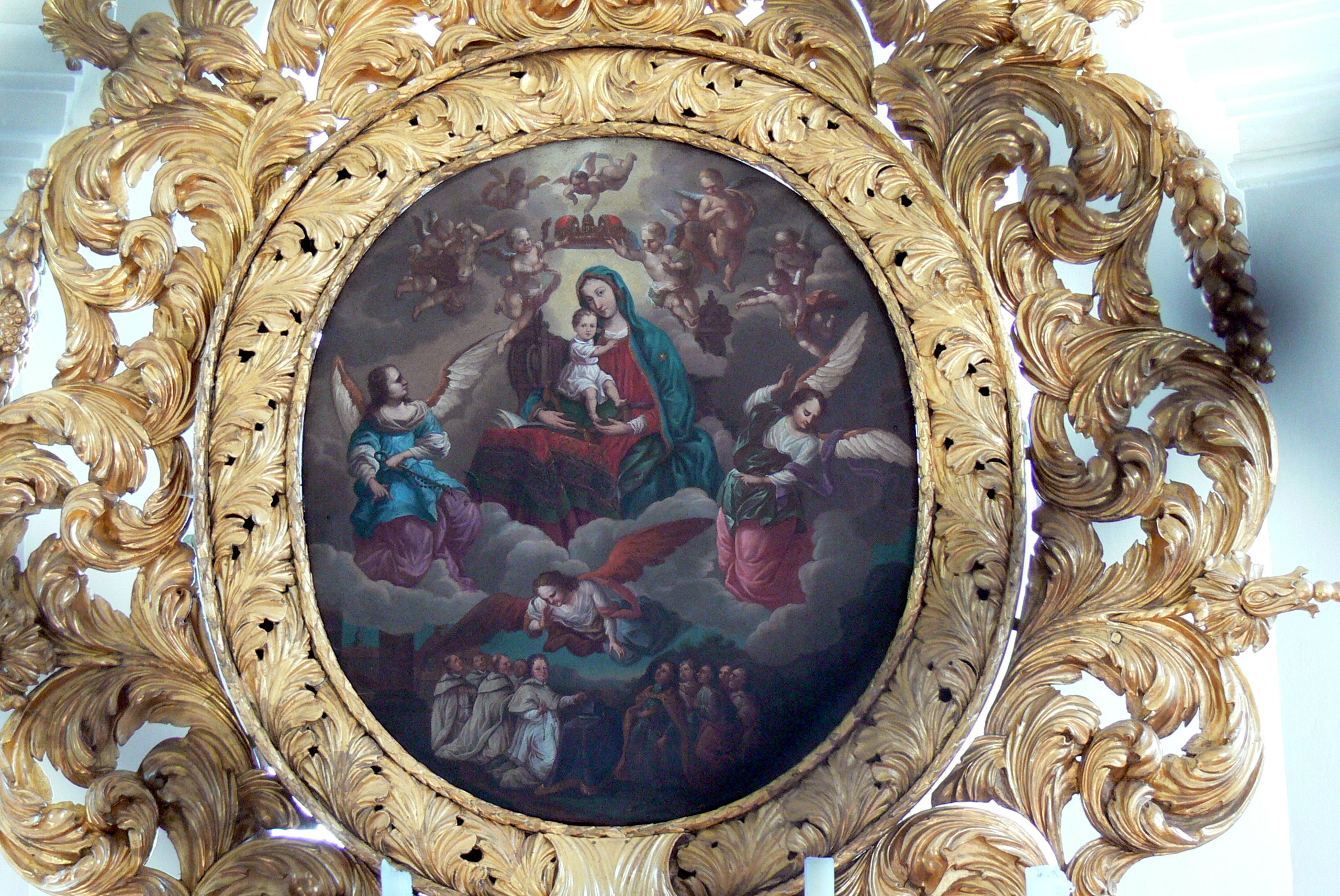
Altarbild

Die römisch-katholische Michaelskapelle steht beim ehemaligen Meierhof vom Stift Schlägl in Obernhof in der Gemeinde Ulrichsberg im oberen Mühlviertel in Oberösterreich. Die Kapelle steht unter Denkmalschutz (Listeneintrag).

## Geschichte
Der ehemalige Meierhof des Stiftes Schlägl, urkundlich 1463 genannt, war ursprünglich ein Falkensteiner Herrschaftsgut aus der ersten Hälfte des 13. Jahrhunderts. Der Meierhof wurde im Bauernaufstand von 1626 niedergebrannt und erhielt 1690/1691 Neubauten, danach wurde unter dem Abt Michael von 1694/1695 die Hofkapelle nach den Plänen des Barockbaumeisters Carlo Antonio Carlone erbaut und 1696 geweiht. Die Kapelle wurde im 19. Jahrhundert erweitert und 1990 restauriert.

## Architektur
Der bemerkenswert kleine Zentralbau über einem kreisförmigen Grundriss trägt ein Kegeldach mit Laterne.

## Einrichtung
Der Akanthusaltar entstand wohl 1696 und besteht aus zwei übereinander angeordneten Ovalbildern in unterschiedlicher Größe mit der Darstellung der Anbetung Mariens und hl. Michael (kleiner), beide gemalt von Michael Nothelfer, umgeben von üppigen vergoldeten Akanthusrankendekor mit Putto und dem Stiftswappen von Georg Wilhelm Wagner.